# Eruzione dell'Anak Krakatau del 2018
L'eruzione dell'Anak Krakatau del 2018 è stato un violento evento eruttivo, probabile causa di un conseguente maremoto di proporzioni catastrofiche.

## Eruzione
L'Anak Krakatau ("figlio del Krakatoa") sorse nel 1927 sulla caldera del semi-distrutto vulcano, lungo la cosiddetta "Cintura di fuoco", l'area a più alto rischio vulcanico del mondo.
I primi fenomeni eruttivi di una certa rilevanza si palesarono il 21 dicembre 2018, quando dal cratere si sollevò una nube alta circa 400 metri; durante la giornata successiva, con causa il susseguirsi di un grande numero di piccole eruzioni, le autorità alzarono il livello di allarme a 2, indicando ai civili di allontanarsi di almeno 2 km dall'area.
Nella sera dello stesso giorno (21:03 ora locale), l'Anak Krakatau eruttò, causando il crollo del fianco sud-occidentale del vulcano ed il riversamento di circa 64 ettari di terreno nell'oceano, il cui cono passò da 338 a 110 metri. La nube innalzatasi dal cratere raggiunse l'eccezionale altezza di 17 km.
Il materiale riversato nell'acqua marina causò dunque l'innalzarsi di una pericolosa onda di maremoto, che giunta sulle coste uccise almeno 439 persone.